# Andrés Bermúdez Viramontes
Andrés Bermúdez Viramontes (Jerez, 2 juli 1950 - Houston, 5 februari 2009) was een opvallend Mexicaans-Amerikaans politicus en ondernemer.
Bermúdez was afkomstig uit de plaats Jerez in de staat Zacatecas. Na zijn middelbare school migreerde hij illegaal naar de Verenigde Staten. In het zuiden van Californië ging hij aan de slag als tomatenplukker. Bermúdez slaagde erin een machine in elkaar te knutselen die de tomatenoogst vereenvoudigde, en wist zo snel op te klimmen. Hij startte zijn eigen landbouwbedrijf en slaagde erin miljonair te worden, een zeldzame prestatie voor een illegale immigrant. Bermúdez kreeg de bijnaam 'de koning van de tomaat' (el rey del tomato).
In 2001 stelde hij zich voor de Partij van de Democratische Revolutie (PRD) kandidaat voor het burgemeesterschap in zijn geboorteplaats Jerez. Hij won de verkiezing, maar kon niet ingehuldigd worden omdat de Zacatecaanse kieswet voorschrijft dat politici minstens een jaar in de staat gewoond moeten hebben. Hij vocht de zaak aan tot het Federaal Verkiezingsgerechtshof, dat hem ongelijk gaf. In 2004 poogde hij nogmaals burgemeester te worden maar hij werd niet genomineerd door de PRD, zodat hij overstapte naar de Nationale Actiepartij (PAN) en voor die partij wel de verkiezingen won. Bermudez werd zo de eerste persoon met een buitenlandse nationaliteit die een politiek ambt bekleedde en zijn verhaal werd in de media opgepikt als teken voor het groeiend belang van Mexicaanse emigranten.
Bermúdez trad in 2006 terug als burgemeester om in de nationale Kamer van Afgevaardigden te worden gekozen. Bermúdez stond bekend als een flamboyant, onorthodox politicus, die zelfs in de Kamer van Afgevaardigden zijn sombrero bleef dragen, maar werd ook wel beschuldigd van corruptie en nepotisme.
Bermúdez overleed in februari 2009 in Texas aan maagkanker.